# Mazda 737C
La Mazda 737C è una vettura sport prototipo costruito nel per soddisfare i regolamenti FIA del Gruppo C, che ha preso parte al Campionato del mondo sportprototipi così come il Campionato prototipo Giappone. Come per la Mazda 717C e la Mazda 727C, la progettata è stata portata avanti in collaborazione con la Mooncraft.

## Descrizione
Sostituita dalla Mazda 727C, le due vetture presero parte alla 24 Ore di Le Mans 1985, finendo 3º e 6º nella classe C2. Le 737C gareggiarono nel Campionato del mondo sportprototipi 1985, contribuendo all'8º posto del team Mazdaspeed nella classifica finale a squadre C2. Nel Campionato Sport Prototipi Giapponese, la vettura si piazzò quinta nella classifica finale costruttori.